# Gabriele Huemer
Gabriele Huemer (18 marzo 1964) è un'ex sciatrice alpina austriaca paralimpica, che ha rappresentato l'Austria nello sci alpino paralimpico ai Giochi paralimpici invernali del 1994 e del 2002, vincitrice di cinque medaglie: due medaglie d'oro, due d'argento e una di bronzo.

## Carriera
Huemer ha rappresentato l'Austria alle Paralimpiadi invernali del 1994 a 
Lillehammer in Norvegia, in due eventi di sci alpino, vincendo l'oro nel supergigante categoria B1-2 con un tempo di 1:18.89 e l'argento nello slalom gigante, stessa categoria (con il tempo di 2:52.48	si è piazzata dietro alla connazionale Elisabeth Kellner in 2:50.31 e davanti all'atleta svedese Åsa Bengtsson in 3:05.11).
Otto anni più tardi, alle Paralimpiadi di Salt Lake City del 2002, Huemer ha vinto l'oro nello slalom speciale nella categoria B2-3 con un tempo di 1:50.74), un argento nel superG e un bronzo nella discesa libera. Ha rageggiato anche nello slalom gigante B2-3, senza ottenere un risultato soddisfacente.

## Palmarès

### Paralimpiadi
- 5 medaglie:
  - 2 ori (supergigante B1-2 a Lillehammer 1994; slalom speciale B2-3 a Salt Lake City 2002)
  - 1 argenti (discesa libera LW6/8 a Innsbruck 1984)
  - 1 bronzo (discesa libera LW6/8 a Innsbruck 1984)